# Mu Herculis
Mu Herculis is een viervoudige ster in het sterrenbeeld  Hercules met een spectraalklasse van G5.VI, M3.5, M4.V en M.V. De ster bevindt zich 27,20 lichtjaar van de zon.